# مهرجان كان السينمائي 1949
مهرجان كان السينمائي لعام 1949 هو الدورة الثالثة للمهرجان عُقد في 2 إلى 17سبتمبر من عام 1949، فاز فيلم «الرجل الثالث» بالجائزة الكبرى للمهرجان.